# Prime Factors (Star Trek: Voyager)
„Prime Factors” sau „Hovedfaktorer” este al 10-lea episod din primul sezon al serialului TV american SF Star Trek: Voyager. A avut premiera la 20 martie 1995 pe canalul UPN.

## Prezentare
O rasă care ar putea scurta călătoria navei Voyager cu un dispozitiv de transport nu își împărtășește tehnologia.

## Rezumat
Voyager întâlnește o rasă hedonistă și ospitalieră cunoscută sub numele de Sikariani și echipajul este invitat să le viziteze lumea natală. În timpul vizitei, Kim și o Sikariană se teleportează pe o altă planetă, Alastria. Kim deduce că dispozitivul de teleportare - traiectorul - i-a  teleportat 40.000 de ani lumină.
Căpitanul Janeway este informat și îl întreabă pe Gath, liderul sikarienilor, dacă tehnologia ar putea fi utilizată pentru a transporta Voyager mai departe spre Cuadrantul Alfa. Gath afirmă că legile lor interzic partajarea tehnologiei. Echipajul ia în considerare modul în care se poate negocia pentru tehnologie, iar Kim își amintește că poveștile sunt apreciate de sikari. Janeway ia în considerare acest lucru și oferă întreaga bibliotecă de literatură de pe Voyager dacă sikarienii vor teleporta nava 40.000 de ani lumină. Gath promite să discute oferta cu ceilalți lideri sikarieni.
În sala motoarelor, Seska, Torres și Lt. Carey examinează ruptura spațială cauzată de traiector pentru a înțelege cum funcționează. Mai târziu, Kim este abordat de un civil care se oferă să predea ilegal tehnologia în schimbul literaturii. Janeway este reticentă să autorizeze un comerț ilicit, așa că ia legătura cu Gath din nou, dar Gath nu a intenționat niciodată să accepte oferta ei și ordonă lui Voyager să plece. Janeway se întoarce pe navă și cere retragerea de pe planetă a întregului personal.
Torres, Carey și Seska au descărcat biblioteca și s-au îndreptat către camera de teleportare. În timp ce încearcă să acceseze transportorul, Tuvok intră - dar, în loc să-i condamne, Tuvok se teleportează la suprafață și face schimbul el însuși. Se întoarce pe Voyager cu traiectorul, instruind echipa de ingineri să nu încerce să-l folosească până nu vorbește cu Janeway. Cu toate acestea, Seska conectează traiectorul la un port de consolă din sala motoarelor, astfel încât să-l poată examina. Ei descoperă că tehnologia se bazează pe mantaua cristalină masivă a planetei ca amplificator și, odată ce pleacă de lângă planetă, traiectorul va fi inutil. Când Voyager este pe cale să plece, Torres și Seska activează traiectorul. Câmpul care se formează în jurul navei produce anti-neutrini, ceea ce face ca nucleul warp al navei să se fisureze. Incapabilă să deconecteze traiectorul din consolă, Torres îl distruge cu un fazer.
Janeway este șocată să descopere că Tuvok, prietenul și consilierul ei, a fost ofițerul superior implicat în conspirație. Ea o lasă pe Torres să scape doar cu un avertisment sever și îi cere lui Tuvok ca de aici înainte să o consulte înainte de a mai acționa.

## Star Trek: Picard
Sikarianii sunt menționați din nou în Star Trek: Picard, sezonul 1 episodul 6, "The Impossible Box" („Cutia imposibilă”). Episodul afirmă că Borg a asimilat în cele din urmă un număr dintre ei și a dobândit tehnologia traiectorului, integrându-l în cuburi Borg pentru evadarea rapidă a unei regine Borg în caz de pericol.